# Fernand Coulibaly
Fernand Coulibaly   (Ségou, 1 d'agost de 1971) és un exfutbolista malià de la dècada de 1990.
Fou internacional amb la selecció de futbol de Mali.
Pel que fa a clubs, destacà a nombrosos clubs turcs com Adana Demirspor, Gaziantepspor, Ankaragücü i Denizlispor. Adoptà la nacionalitat turca amb el nom Muhammed Doğan.